# Le Cabanial
Le Cabanial est une commune française située dans le nord-est du département de la Haute-Garonne, en région Occitanie. Sur le plan historique et culturel, la commune est dans le Lauragais, l'ancien « Pays de Cocagne », lié à la fois à la culture du pastel et à l’abondance des productions, et de « grenier à blé du Languedoc ».
Exposée à un climat océanique altéré, elle est drainée par le Peyrencou et par divers autres petits cours d'eau. La commune possède un patrimoine naturel remarquable composé de trois zones naturelles d'intérêt écologique, faunistique et floristique.
Le Cabanial est une commune rurale qui compte 468 habitants en 2022, après avoir connu une forte hausse de la population depuis 1975. Elle fait partie de l'aire d'attraction de Toulouse. Ses habitants sont appelés les Cabanialais ou  Cabanialaises.

## Géographie

### Localisation
La commune du Cabanial se trouve dans le département de la Haute-Garonne, en région Occitanie.
Elle se situe à 36 km à vol d'oiseau de Toulouse, préfecture du département, et à 12 km de Revel, bureau centralisateur du canton de Revel dont dépend la commune depuis 2015 pour les élections départementales.
La commune fait en outre partie du bassin de vie de Caraman.
Les communes les plus proches sont : 
Mouzens (1,8 km), Puéchoursi (2,6 km), Saint-Julia (3,4 km), Auriac-sur-Vendinelle (4,0 km), Aguts (4,1 km), Falga (4,3 km), Nogaret (5,1 km), Montgey (5,4 km).
Sur le plan historique et culturel, Le Cabanial fait partie du Lauragais, occupant une vaste zone, autour de l’axe central que constitue le canal du Midi, entre les agglomérations de Toulouse au nord-ouest et Carcassonne au sud-est et celles de Castres au nord-est et Pamiers au sud-ouest. C'est l'ancien « Pays de Cocagne », lié à la fois à la culture du pastel et à l’abondance des productions, et de « grenier à blé du Languedoc ».
Le Cabanial est limitrophe de cinq autres communes dont deux dans le département du Tarn.
Les communes limitrophes sont  Auriac-sur-Vendinelle, Cuq-Toulza, Mouzens, Saint-Félix-Lauragais et Saint-Julia.
|                       | Cuq-Toulza (Tarn) |                |
| Auriac-sur-Vendinelle | du Cabanial       | Mouzens (Tarn) |
| Saint-Félix-Lauragais |                   | Saint-Julia    |

### Géologie et relief
La superficie de la commune de Le Cabanial est de 847 hectares. Son altitude varie de 192  à   280 mètres.

### Hydrographie

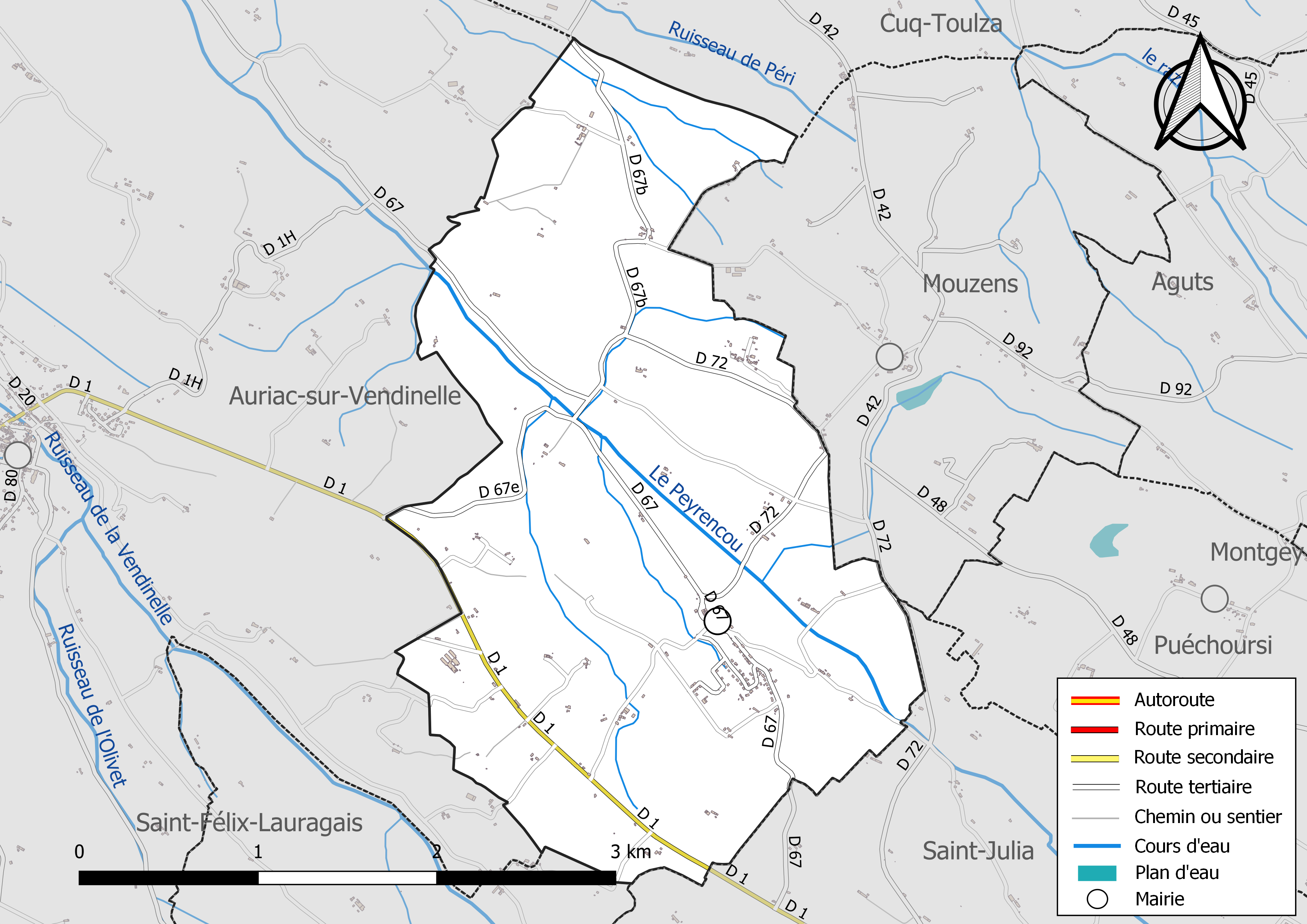
Réseaux hydrographique et routier duCabanial.

La commune est dans le bassin de la Garonne, au sein du bassin hydrographique Adour-Garonne. Elle est drainée par le Peyrencou et par divers petits cours d'eau, constituant un réseau hydrographique de 12 km de longueur totale,.
Le Peyrencou, d'une longueur totale de 15,1 km, prend sa source dans la commune de Montégut-Lauragais et s'écoule du sud-est vers le nord-ouest. Il traverse la commune et se jette dans Le Girou à Villeneuve-lès-Lavaur, après avoir traversé 7 communes.

### Climat
Pour des articles plus généraux, voir Climat de l'Occitanie et Climat de la Haute-Garonne.
En 2010, le climat de la commune est de type climat du Bassin du Sud-Ouest, selon une étude s'appuyant sur une série de données couvrant la période 1971-2000. En 2020, Météo-France publie une typologie des climats de la France métropolitaine dans laquelle la commune est exposée à un climat océanique altéré et est dans la région climatique Aquitaine, Gascogne, caractérisée par une pluviométrie abondante au printemps, modérée en automne, un faible ensoleillement au printemps, un été chaud (19,5 °C), des vents faibles, des brouillards fréquents en automne et en hiver et des orages fréquents en été (15 à 20 jours).
Pour la période 1971-2000, la température annuelle moyenne est de 13,2 °C, avec une amplitude thermique annuelle de 16,1 °C. Le cumul annuel moyen de précipitations est de 780 mm, avec 9,5 jours de précipitations en janvier et 5,3 jours en juillet. Pour la période 1991-2020, la température moyenne annuelle observée sur la station météorologique la plus proche, située dans la commune de Saint-Félix-Lauragais à 8 km à vol d'oiseau, est de 13,5 °C et le cumul annuel moyen de précipitations est de 673,9 mm,. Pour l'avenir, les paramètres climatiques de la commune estimés pour 2050 selon différents scénarios d'émission de gaz à effet de serre sont consultables sur un site dédié publié par Météo-France en novembre 2022.

### Milieux naturels et biodiversité

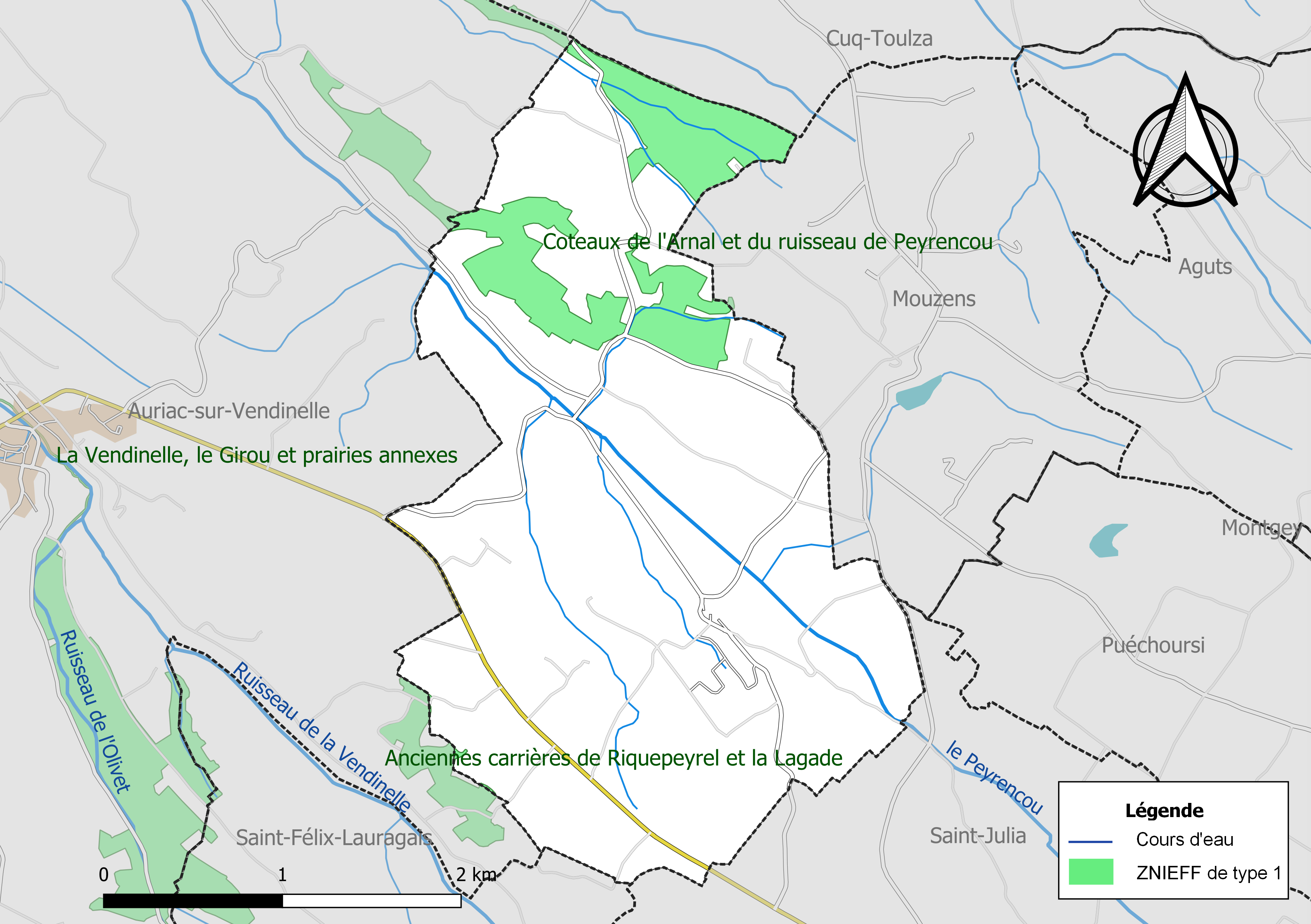
Carte des ZNIEFF de type 1 localisées dans la commune.

L’inventaire des zones naturelles d'intérêt écologique, faunistique et floristique (ZNIEFF) a pour objectif de réaliser une couverture des zones les plus intéressantes sur le plan écologique, essentiellement dans la perspective d’améliorer la connaissance du patrimoine naturel national et de fournir aux différents décideurs un outil d’aide à la prise en compte de l’environnement dans l’aménagement du territoire.
Deux ZNIEFF de type 1 sont recensées dans la commune :
les « anciennes carrières de Riquepeyrel et la Lagade » (19 ha), couvrant 2 communes du département et 
les « coteaux de l'Arnal et du ruisseau de Peyrencou » (135 ha), couvrant 5 communes dont trois dans la Haute-Garonne et deux dans le Tarn
et une ZNIEFF de type 2, : 
l'« ensemble de coteaux du Lauragais » (1 407 ha), couvrant 7 communes dont cinq dans la Haute-Garonne et deux dans le Tarn.

## Urbanisme

### Typologie
Au 1er janvier 2024, Le Cabanial est catégorisée commune rurale à habitat dispersé, selon la nouvelle grille communale de densité à sept niveaux définie par l'Insee en 2022.
Elle est située hors unité urbaine. Par ailleurs la commune fait partie de l'aire d'attraction de Toulouse, dont elle est une commune de la couronne,. Cette aire, qui regroupe 527 communes, est catégorisée dans les aires de 700 000 habitants ou plus (hors Paris),.

### Occupation des sols
L'occupation des sols de la commune, telle qu'elle ressort de la base de données européenne d’occupation biophysique des sols Corine Land Cover (CLC), est marquée par l'importance des territoires agricoles (100 % en 2018), une proportion identique à celle de 1990 (100 %). La répartition détaillée en 2018 est la suivante : 
terres arables (77,7 %), prairies (13,9 %), zones agricoles hétérogènes (8,4 %). L'évolution de l’occupation des sols de la commune et de ses infrastructures peut être observée sur les différentes représentations cartographiques du territoire : la carte de Cassini (XVIIIe siècle), la carte d'état-major (1820-1866) et les cartes ou photos aériennes de l'IGN pour la période actuelle (1950 à aujourd'hui).

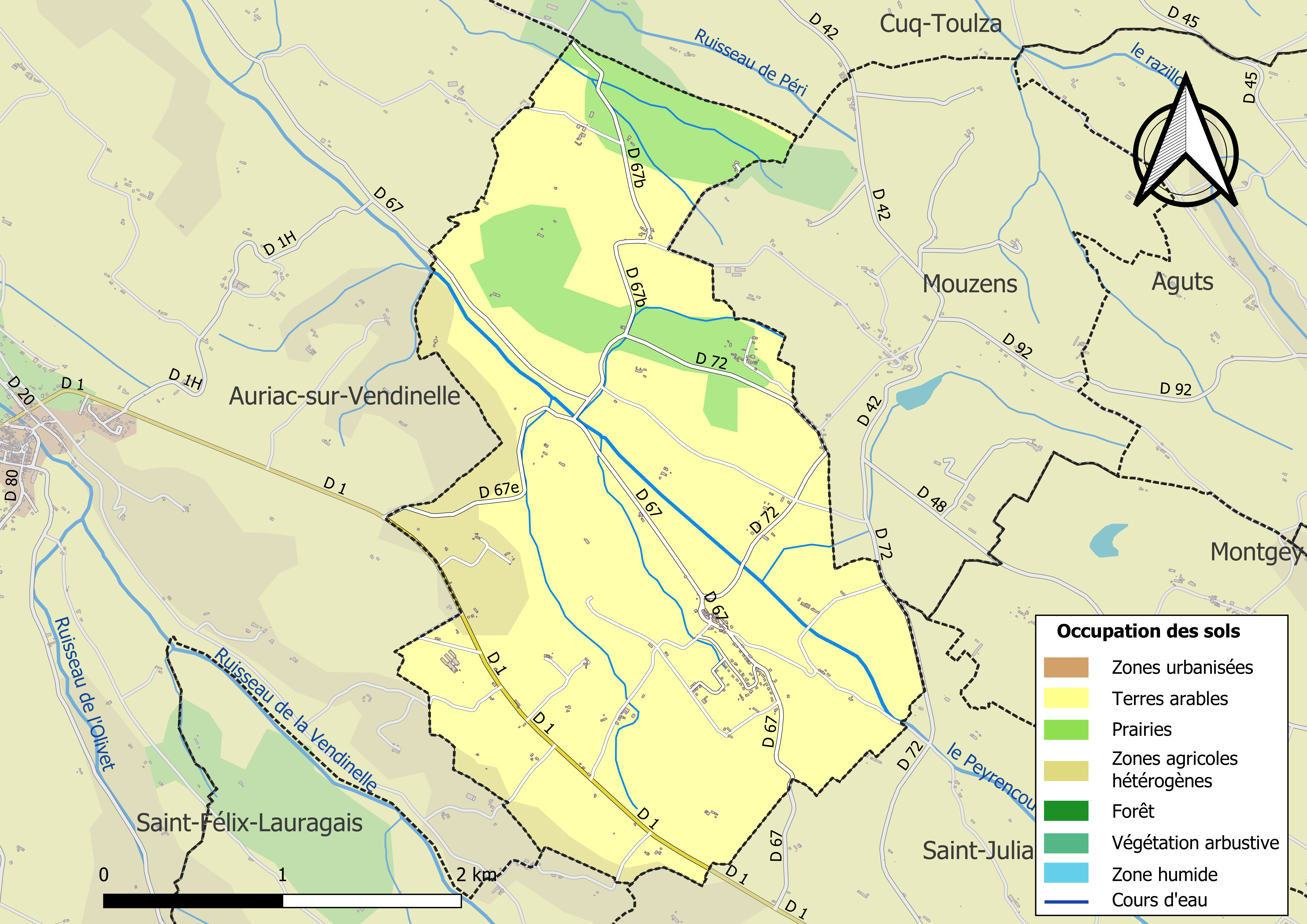
Carte des infrastructures et de l'occupation des sols de la commune en 2018 (CLC).

### Voies de communication et transports
La ligne 356 du réseau Arc-en-Ciel relie la commune à la gare routière de Toulouse et à Revel.

### Risques majeurs
Le territoire de la commune duCabanial est vulnérable à différents aléas naturels : météorologiques (tempête, orage, neige, grand froid, canicule ou sécheresse) et séisme (sismicité très faible). Un site publié par le BRGM permet d'évaluer simplement et rapidement les risques d'un bien localisé soit par son adresse soit par le numéro de sa parcelle.

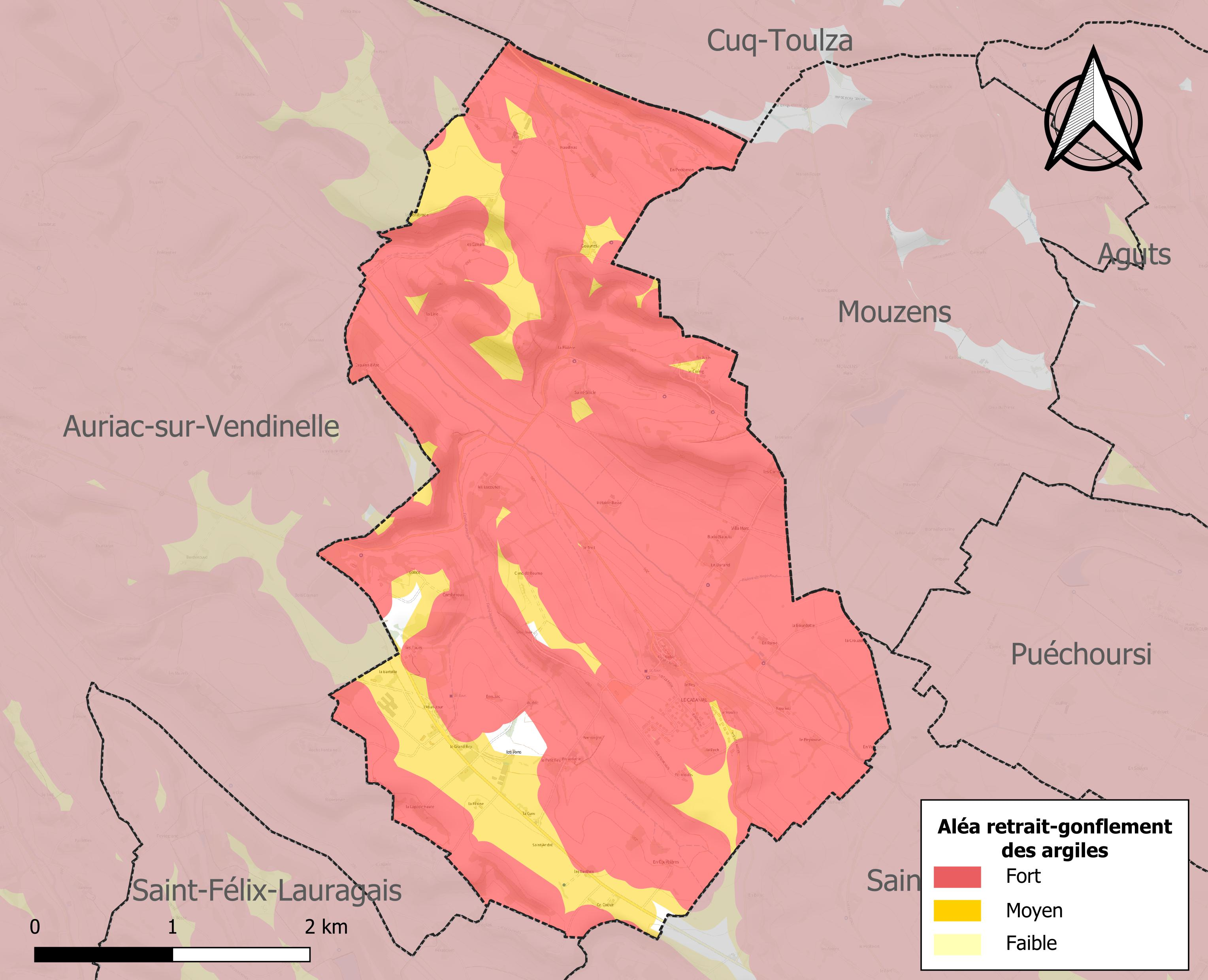
Carte des zones d'aléa retrait-gonflement des sols argileux duCabanial.

Le retrait-gonflement des sols argileux est susceptible d'engendrer des dommages importants aux bâtiments en cas d’alternance de périodes de sécheresse et de pluie. 99 % de la superficie communale est en aléa moyen ou fort (88,8 % au niveau départemental et 48,5 % au niveau national). Sur les 152 bâtiments dénombrés dans la commune en 2019, 151 sont en aléa moyen ou fort, soit 99 %, à comparer aux 98 % au niveau départemental et 54 % au niveau national. Une cartographie de l'exposition du territoire national au retrait gonflement des sols argileux est disponible sur le site du BRGM,.
Par ailleurs, afin de mieux appréhender le risque d’affaissement de terrain, l'inventaire national des cavités souterraines permet de localiser celles situées dans la commune.
Concernant les mouvements de terrains, la commune a été reconnue en état de catastrophe naturelle au titre des dommages causés par la sécheresse en 2003 et par des mouvements de terrain en 1999.

## Histoire
Le Cabanial fut un bourg très important à la fin du Moyen Âge.
Village fortifié, il est encore possible de voir trois portes d'entrée du château.

## Politique et administration

### Rattachements administratifs et électoraux
La commune fait partie de la dixième circonscription de la Haute-Garonne communauté de communes des Terres du Lauragais et du canton de Revel (avant le redécoupage départemental de 2014, Le Cabanial faisait partie de l'ex-canton de Caraman) et de la septième circonscription de la Haute-Garonne jusqu'en 2012 et avant le 1er janvier 2017 elle faisait partie de la communauté de communes Cœur Lauragais.

### Liste des maires
| Période                                  | Période  | Identité           | Étiquette | Qualité              |
| ---------------------------------------- | -------- | ------------------ | --------- | -------------------- |
| Les données manquantes sont à compléter. |          |                    |           |                      |
| avant 1981                               | ?        | Roger Durand       | PS        |                      |
| juin 1995                                | 2020     | Bernard Valette    | DVG       | Agriculteur retraité |
| 2020                                     | En cours | Thierry Rouvillain |           |                      |

## Population et société

### Démographie
| 1793 | 1800 | 1806 | 1821 | 1831 | 1836 | 1841 | 1846 | 1851 |
| ---- | ---- | ---- | ---- | ---- | ---- | ---- | ---- | ---- |
| 370  | 399  | 439  | 442  | 495  | 547  | 550  | 560  | 559  |

| 1856 | 1861 | 1866 | 1872 | 1876 | 1881 | 1886 | 1891 | 1896 |
| ---- | ---- | ---- | ---- | ---- | ---- | ---- | ---- | ---- |
| 536  | 534  | 531  | 485  | 497  | 468  | 457  | 440  | 393  |

| 1901 | 1906 | 1911 | 1921 | 1926 | 1931 | 1936 | 1946 | 1954 |
| ---- | ---- | ---- | ---- | ---- | ---- | ---- | ---- | ---- |
| 368  | 350  | 356  | 311  | 322  | 296  | 288  | 274  | 263  |

| 1962 | 1968 | 1975 | 1982 | 1990 | 1999 | 2006 | 2008 | 2013 |
| ---- | ---- | ---- | ---- | ---- | ---- | ---- | ---- | ---- |
| 206  | 199  | 163  | 170  | 188  | 246  | 322  | 344  | 437  |

| 2018 | 2022 | - | - | - | - | - | - | - |
| ---- | ---- | - | - | - | - | - | - | - |
| 450  | 468  | - | - | - | - | - | - | - |

| selon la population municipale des années : | 1968 | 1975 | 1982 | 1990 | 1999 | 2006 | 2009 | 2013 |
| Rang de la commune dans le département      | 263  | 342  | 323  | 351  | 332  | 293  | 294  | 266  |
| Nombre de communes du département           | 592  | 582  | 586  | 588  | 588  | 588  | 589  | 589  |

### Enseignement
L'école est un RPI entre les communes de Montégut-Lauragais, Saint-Julia-de-Gras-Capou, Roumens, Le Cabanial et Nogaret.
Pour faire face au risque de fermeture de l'école communale, la municipalité s'est engagée dans les années 1980-1990 dans la voie du regroupement pédagogique intercommunal (RPI) avec les communes voisines de Saint-Julia-de-Gras-Capou, Roumens et Montégut-Lauragais. Ce regroupement a permis de sauvegarder les écoles et de proposer des services comme un ramassage scolaire financé par le Conseil général de la Haute-Garonne. Par la suite, la commune de Nogaret a rejoint le RPI.
Le succès de cette formule, dû en partie à l'accroissement de la population, a été tel que les municipalités du regroupement ont décidé d'un unique groupe scolaire intercommunal, pour remplacer les locaux actuels. Ce nouveau groupe scolaire, dit « des cinq clochers », est situé dans la commune de Saint-Julia-de-Gras-Capou. Il a ouvert à la rentrée de septembre 2013 avec un total de six classes (maternelles et primaires),.

### Culture et festivité
Vide grenier, fêtes locales.

### Écologie et recyclage
La collecte et le traitement des déchets des ménages et des déchets assimilés ainsi que la protection et la mise en valeur de l'environnement se font dans le cadre de la communauté de communes Cœur Lauragais.

## Économie

### Revenus
En 2018  (données Insee publiées en septembre 2021), la commune compte 147 ménages fiscaux, regroupant 365 personnes. La médiane du revenu disponible par unité de consommation est de 20 920 € (23 140 € dans le département).

### Emploi
|                | 2008  | 2013  | 2018  |
| -------------- | ----- | ----- | ----- |
| Commune        | 7,4 % | 5,7 % | 8,9 % |
| Département    | 7,7 % | 9,6 % | 9,3 % |
| France entière | 8,3 % | 10 %  | 10 %  |

En 2018, la population âgée de 15 à 64 ans s'élève à 257 personnes, parmi lesquelles on compte 83,7 % d'actifs (74,7 % ayant un emploi et 8,9 % de chômeurs) et 16,3 % d'inactifs,. Depuis 2008, le taux de chômage communal (au sens du recensement) des 15-64 ans est inférieur à celui de la France et du département.
La commune fait partie de la couronne de l'aire d'attraction de Toulouse, du fait qu'au moins 15 % des actifs travaillent dans le pôle,. Elle compte 92 emplois en 2018, contre 90 en 2013 et 57 en 2008. Le nombre d'actifs ayant un emploi résidant dans la commune est de 197, soit un indicateur de concentration d'emploi de 46,8 % et un taux d'activité parmi les 15 ans ou plus de 57,9 %.
Sur ces 197 actifs de 15 ans ou plus ayant un emploi, 34 travaillent dans la commune, soit 17 % des habitants. Pour se rendre au travail, 87,3 % des habitants utilisent un véhicule personnel ou de fonction à quatre roues, 2,5 % les transports en commun, 2,5 % s'y rendent en deux-roues, à vélo ou à pied et 7,6 % n'ont pas besoin de transport (travail au domicile).

### Activités hors agriculture
34 établissements sont implantés  au Cabanial au 31 décembre 2019. Le tableau ci-dessous en détaille le nombre par secteur d'activité et compare les ratios avec ceux du département,.
| Secteur d'activité                                                                                        | Commune | Commune | Département |
| Secteur d'activité                                                                                        | Nombre  | %       | %           |
| --- | ------- | ------- | ----------- |
| Ensemble                                                                                                  | 34      |         |             |
| Industrie manufacturière, industries extractives et autres                                                | 4       | 11,8 %  | (5,7 %)     |
| Construction                                                                                              | 4       | 11,8 %  | (12 %)      |
| Commerce de gros et de détail, transports, hébergement et restauration                                    | 9       | 26,5 %  | (25,9 %)    |
| Activités immobilières                                                                                    | 1       | 2,9 %   | (4,2 %)     |
| Activités spécialisées, scientifiques et techniques et activités de services administratifs et de soutien | 6       | 17,6 %  | (19,8 %)    |
| Administration publique, enseignement, santé humaine et action sociale                                    | 4       | 11,8 %  | (16,6 %)    |
| Autres activités de services                                                                              | 6       | 17,6 %  | (7,9 %)     |

Le secteur du commerce de gros et de détail, des transports, de l'hébergement et de la restauration est prépondérant dans la commune puisqu'il représente 26,5 % du nombre total d'établissements de la commune (9 sur les 34 entreprises implantées  au Le Cabanial), contre 25,9 % au niveau départemental.

### Agriculture
|               | 1988 | 2000 | 2010 | 2020 |
| ------------- | ---- | ---- | ---- | ---- |
| Exploitations | 23   | 12   | 10   | 5    |
| SAU (ha)      | 883  | 826  | 820  | 792  |

La commune est dans le Lauragais, une petite région agricole occupant le nord-est du département de la Haute-Garonne, dont les coteaux portent des grandes cultures en sec avec une dominante blé dur et tournesol. En 2020, l'orientation technico-économique de l'agriculture  dans la commune est la culture de céréales et/ou d'oléoprotéagineuses. Cinq exploitations agricoles ayant leur siège dans la commune sont dénombrées lors du recensement agricole de 2020 (23 en 1988). La superficie agricole utilisée est de 792 ha,,.

## Culture locale et patrimoine

### Lieux et monuments
- L'Arbre de la Liberté (situé à proximité de la salle des fêtes a été planté en 1989 par les enfants de l'école du village et leur institutrice).
- La porte du vieux château et les deux entrées de l'enceinte féodale  (porte d'Auta et porte de Cers) sont encore visibles et très bien conservées.
- Son église Saint-Jean-Baptiste a été rénovée en 2006.

### Personnalités liées à la commune
- Georges Guiraud.

### Héraldique
| Blason de Le Cabanial | Les armes de Le Cabanial se blasonnent ainsi : D'azur à la croix ancrée d'argent, cantonnée de quatre losanges du même |

## Pour approfondir